# Clifton, Nottinghamshire
Clifton är en by i Nottingham i Nottinghamshire i England. Byn är belägen 5,7 km 
från Nottingham. Orten har 23 090 invånare (2016). Byn nämndes i Domedagsboken (Domesday Book) år 1086, och kallades då Cliftun(e).